# Équipe de Hong Kong de hockey sur glace
Cet article traite de l'équipe masculine. Pour l'équipe féminine, voir Équipe de Hong Kong féminine de hockey sur glace.
L'équipe de Hong Kong de hockey sur glace est la sélection de la région administrative spéciale de Hong Kong de la république populaire de Chine regroupant les meilleurs joueurs hongkongais de hockey sur glace. L'équipe est sous la tutelle de la Fédération de Hong Kong de hockey sur glace, membre de la Fédération internationale de hockey sur glace (IIHF) depuis 1983, elle est classée 46e au classement IIHF 2019.

## Historique
L'équipe de Hong Kong fait ses débuts lors du Groupe D du Championnat du monde 1987. Elle dispute sa première rencontre le 12 mars contre Taïwan, un score nul de 2 buts partout. Au cours du tournoi, le 14 mars, Hong Kong subit sa plus lourde défaite, un 44-0 face à la Corée du Sud. Inactive pendant 16 ans, l'équipe enregistre le 8 janvier 2003 sa plus large victoire, 30-1 sur Macao. Les Hongkongais disputent leurs premiers Jeux asiatiques d'hiver en 2007 où ils terminent dixième. À partir de 2008, ils jouent régulièrement le Challenge d'Asie, une compétition qu'ils remportent en 2011.

## Résultats

### Jeux olympiques
- 1920-2018 - Ne participe pas
- 2022 - Non qualifié

### Championnats du monde
- 1920-1986 - Ne participe pas
- 1987 - 28e place (4e du Groupe D
- 1989-2013 - Ne participe pas
- 2014 - 4e de Division III
- 2015 - 4e de Division III
- 2016 - 6e de Division III
- 2017 - 4e de Division III
- 2018 - 6e de Division III
- 2019 - 2e de Qualification Division III
- 2020 - Annulé en raison du coronavirus
- 2021 - Annulé en raison du coronavirus
- 2022 - Forfait

### Jeux asiatiques d'hiver
- 1986-2003 - Ne participe pas
- 2007 - 10e place
- 2011 - Ne participe pas
- 2017 - 9e place

### Challenge d'Asie
- 2008 -
- 2009 - 4e place
- 2010 - 5e place
- 2011 -
- 2012 - Ne participe pas
- 2013 -
- 2014 - 5e place
- Depuis 2015 - Ne participe pas

### Bilan des matchs internationaux
| Équipe              | PJ | V  | N | D  | BP  | BC  | +/-  |
| ------------------- | -- | -- | - | -- | --- | --- | ---- |
| Afrique du Sud      | 2  | 0  | 0 | 2  | 1   | 15  | -14  |
| Australie           | 2  | 0  | 0 | 2  | 0   | 79  | -79  |
| Bosnie-Herzégovine  | 3  | 2  | 0 | 1  | 17  | 5   | +12  |
| Bulgarie            | 3  | 0  | 0 | 3  | 4   | 26  | -22  |
| Corée du Nord       | 2  | 0  | 0 | 2  | 2   | 21  | -19  |
| Corée du Sud        | 3  | 0  | 0 | 3  | 1   | 79  | -78  |
| Émirats arabes unis | 8  | 4  | 1 | 3  | 26  | 26  | 0    |
| Géorgie             | 5  | 3  | 0 | 2  | 32  | 28  | +4   |
| Inde                | 2  | 2  | 0 | 0  | 36  | 0   | +36  |
| Koweït              | 2  | 2  | 0 | 0  | 12  | 1   | +11  |
| Luxembourg          | 4  | 0  | 0 | 4  | 4   | 28  | -24  |
| Macao               | 21 | 13 | 3 | 5  | 141 | 57  | +84  |
| Malaisie            | 3  | 0  | 0 | 3  | 8   | 15  | -7   |
| Mongolie            | 6  | 4  | 0 | 2  | 26  | 26  | 0    |
| Nouvelle-Zélande    | 2  | 0  | 0 | 2  | 0   | 38  | -38  |
| Singapour           | 4  | 3  | 1 | 0  | 24  | 2   | +22  |
| Taipei chinois      | 9  | 3  | 1 | 5  | 24  | 31  | -7   |
| Thaïlande           | 7  | 2  | 0 | 5  | 24  | 32  | -8   |
| Turquie             | 3  | 0  | 0 | 3  | 3   | 21  | -18  |
| Total               | 91 | 38 | 6 | 47 | 385 | 530 | -145 |

## Classement mondial
| Année     | Rang       | Points     | Progression |
| --------- | ---------- | ---------- | ----------- |
| 2003-2013 | Non classé | Non classé | Non classé  |
| Mai 2014  | 48         | 260        |             |
| 2015      | 46         | 455        | +2          |
| 2016      | 44         | 565        | +2          |
| 2017      | 44         | 635        | ±0          |
| Fev. 2018 | 45         | 635        | -1          |
| Mai 2018  | 45         | 600        | ±0          |
| 2019      | 46         | 535        | -1          |

## Entraîneurs
| Période     | Nom des entraîneurs | Nationalité |
| ----------- | ------------------- | ----------- |
| 2010        | Ka-Kin Ng           | Hong Kong   |
| 2013        | Ka-Kin Ng           | Hong Kong   |
| 2014-2016   | Barry Beck          | Canada      |
| 2016-2017   | Yeung Kit Kan       | Hong Kong   |
| Depuis 2017 | Nikita Smirnov      | Russie      |

## Équipe des moins de 18 ans

### Championnats du monde moins de 18 ans
- 1998-2013 - Ne participe pas
- 2014 - 3e de Division IIIB
- 2015 - 3e de Division IIIB
- 2016 - 3e de Division IIIB
- 2017 - 3e de Division IIIB
- 2018 - 2e de Division IIIB
- 2019 - 2e de Division IIIB
- 2020 - Annulé en raison du coronavirus
- 2021 - Annulé en raison du coronavirus
- 2022 - Forfait
- 2023 -

### Challenge d'Asie moins de 18 ans
- 2012 - 5e place